# Palo Blanco (Catamarca)
Palo Blanco es una localidad argentina en el oeste de la provincia de Catamarca, dentro del Departamento Tinogasta.

## Geografía

### Ubicación
Palo Blanco se halla en el norte del departamento catamarqueño de Tinogasta, en el Valle de Fiambalá y al oeste del río Fiambalá e inmediatamente al sur de un arroyo alimentado por los deshielos de la Precordillera, en una cuesta semidesértica en la cual abundan médanos y a una altitud de 2000 m s. n. m. siendo las coordenadas de este poblado: 27°19′01″S 67°45′01″O / -27.31694, -67.75028. En línea recta le separa una distancia de 300 km de la ciudad capital provincial, pero importantes cordones montañosos (sierra de Coruto, sierra de Zapata) impiden el nexo directo con tal capital, mientras que al oeste, tras una extensa cuesta arenosa se eleva un sector de la Precordillera con altitudes de hasta 5970 m s. n. m., intercaladas con las cumbres precordilleranas existen zonas relativamente mesetarias y algo fértiles como la de Pastos Amarillos, Pastos de Altura y el Campo de Ancocho.

La vía de comunicación usual por tierra es la ruta provincial 34 que la vincula con la capital departamental: Tinogasta que se ubica unos 100 kilómetros al sur de Palo Blanco; en el 2007 se ha allanado un camino de unos 19 km que permite el acceso vehicular desde Palo Blanco al caserío de Antinaco habitado por solo 170 personas en esa misma fecha.

### Población
Cuenta con 992 habitantes (Indec, 2010), lo que representa un descenso del 8% frente a los 1,087 habitantes (Indec, 2001) del censo anterior.

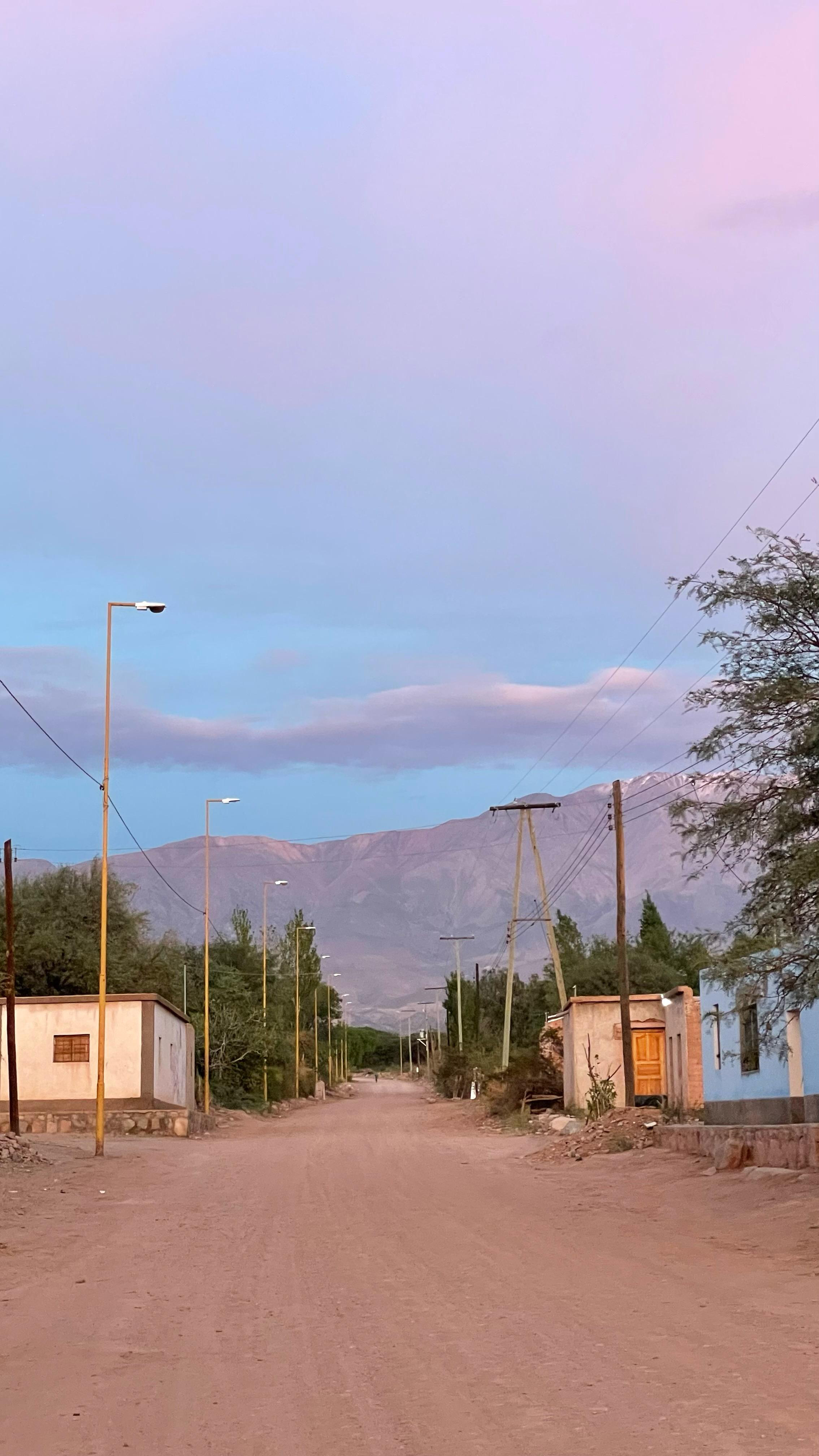
Atardecer en la localidad de Palo Blanco

| Gráfica de evolución demográfica de Palo Blanco entre 1991 y 2010 |
|                                                                   |
| Fuente: Censos nacionales del INDEC                               |

### Clima
El clima de la región que rodea a Palo Blanco es de desierto de altura y continental por lo que, debido a la bajísima humedad atmosférica existen grandes variaciones térmicas día/noche e invierno/verano (las temperaturas pueden pasar en pocas horas de −10° a 40 °C). Las precipitaciones son muy escasas (<200 mm/año), existiendo durante los cambios estacionales fuertes rachas de un viento calentado por adiabasis (es decir, con efecto Foehn llamado viento Zonda), tales condiciones climáticas a las cuales se añaden las heladas matinales apenas se ven morigeradas creando un microclima algo más benigno en torno al núcleo poblacional que se encuentra en un auténtico pequeño oasis de riego.

### Terremoto de Catamarca de 1898
Ocurrió el 4 de febrero de 1898 (127 años), a las 12.57 de 6,4 en la escala de Richter; a 28°26′ de Latitud Sur y 66°9′ de Longitud Oeste (28°26′59″S 66°9′0″O / -28.44972, -66.15000)
Destruyó la localidad de Saujil, y afectó severamente los pueblos de Pomán, Mutquín, y entorno. Hubo heridos y contusos.

#### Sismicidad
La sismicidad de la región de Catamarca es frecuente y de intensidad baja, y un silencio sísmico de terremotos medios a graves cada 30 años en áreas aleatorias. Sus últimas expresiones se produjeron:
- 21 de marzo de 1892 (133 años), a las 1.45 UTC-3 con 6,0 Richter; como en toda localidad sísmica, aún con un silencio sísmico corto, se olvida la historia de otros movimientos sísmicos regionales (terremoto de Recreo de 1892)
- 21 de octubre de 1966 (58 años), a las 12.39 UTC-3 con 5,0 Richter
- 3 de noviembre de 1973 (51 años), a las 14.17 UTC-3 con 5,8 Richter: además de la gravedad física del fenómeno se unió el olvido de la población a estos eventos recurrentes
- 7 de septiembre de 2004 (20 años), a las 8.53 UTC-3, con una magnitud aproximadamente de 6,5 en la escala de Richter (terremoto de Catamarca de 2004)[1]

## Economía
Existen prospecciones de minería (roca de aplicación, posibles yacimientos de oro y cobre), sin embargo la mayor parte de los habitantes está aún (2007) incluida en una economía de subsistencia con pequeños viñedos y una ganadería extensiva de caprinos y ovinos y cría de aves de corral (principalmente gallinas).

## Historia
Es la historia o, mejor dicho, la prehistoria lo que da un cierto relieve a este pequeño vecindario, a lo largo del año 2006 y con pruebas conclusivas en el 2007 los arqueólogos de la UBA utilizando sistema de escaneo por radares de detección subterránea han logrado relevar la existencia de un conjunto habitacional sedentario datado en dosmil años antes del presente, tal conjunto edilicio está constituido por ocho núcleos habitacionales cuya estructura fue realizada a partir de un encofrado (una especie de tapial), tal encofrado fue rellenado en remotas épocas con una mezcla de tierra húmeda apisonada que, luego de ser expuesta al fuerte sol regional constituyó muros y paredes de tapia.
La época de tal antiguo asentamiento señala el fin de las sociedades pre-estatales en el NOA, la sedentarización aprovechando el recurso hídrico (agua dulce) y la aparición de diferenciaciones jerárquicas y sociales.